# Santa Rita (Maranhão)
Santa Rita est une municipalité brésilienne située dans l'État du Maranhão.